# 竜脚下目
竜脚類（りゅうきゃくるい、学名: Sauropoda）は、竜脚形類に属する恐竜の一群である。カミナリ竜とも呼ばれる。

## 概要
ディプロドクス、アパトサウルス、ブラキオサウルスなどに代表される、主に長い頸を持った非常に大型の植物食恐竜の分類群であり、プラテオサウルスに代表される原竜脚下目 (Prosauropoda) とともに竜脚形亜目を構成する。

## 生息地域
全ての大陸で発見例が報告されている。

## 生息年代
中生代ジュラ紀前期から白亜紀後期（ただし地域によってはより早い時期に絶滅）。主な化石が見つかるのはジュラ紀からだが、断片的な化石や原竜脚類との系統関係から三畳紀後期には既に出現していたとされる。
恐竜時代の極めて早い段階に発生し、ジュラ紀後期に全盛期を迎えた。この時期全長30メートル超級の超大型種が現われている。
しかし白亜紀に入ると北半球では鳥盤類の新しいタイプの草食恐竜が台頭し、入れ替わるように竜脚類は衰退し、一部の地域では一旦は絶滅した（近年、化石が発見されたことで実は絶滅していなかったことが判明した地域も出ている)。
しかし特に南半球（ゴンドワナ大陸各地）ではティタノサウルス類が繁栄を続け、多様な進化を遂げた。ジュラ紀後期のものに匹敵するような超大型種も棲息していた。中には北半球（ローラシア大陸）に再進出したものもある。
恐竜時代の早い段階からその終末まで繁栄した稀有なグループである。また、アラモサウルスなどのごく一部の属はK-T境界を生き延び、白亜紀直後のダニアン期まで生存していた可能性が化石証拠から示唆されている。竜脚類は実に1億数千万年にわたり最大級の体躯を誇る大型陸棲動物のグループとして地球の全大陸に君臨し続け、その期間の長さは他の時代の大型陸棲動物のグループと比較しても特出している。

## 形態
体長30m超の史上最大級の陸上動物を含むグループであるが、中には5メートル以下の小型の種もいた。
Sauropoda（トカゲの足）という名称だが、どちらかというとゾウのような大型哺乳類に似ている。指は5本あり、これは恐竜としては最も原始的な特徴になる。
大小長短の度合いを別にすれば四足の身体に長い首という形態は共通であり、その繁栄ぶりと生息期間の長大さを鑑みても草食動物として完成度の高いデザインであったと言える。

### 頸部
竜脚類の長い首は、かつて（巨体を地上では支えられないとの考えから）半水中生活を送る彼等が水面上に顔を出して呼吸する為の適応だとされていたが、後に水圧で肺が圧迫される事から物理的に不可能であるとされた。その後高い木々の葉を食べる為にキリンのように立てていたと考えられたが、そうした体型だと、脳に血液を循環させる為に胸からはみ出るほど巨大な心臓が必要になるとの批判を受けるようになった。ただ、首に数個の補助心臓を持っていれば、キリンのように首を上げる事も可能であるとの説もある。
現在では、地面に対して水平に首を伸ばした形で復元される事が多くなっている。こうすることで血圧の問題が解決され、また吊橋的な構造で楽に首を支える事ができると考えられている。
大型竜脚類が、かつて比較的乾燥していた地域から相次いで発見された事も、この説を裏付ける根拠となった。まばらに低木の生えた乾燥した地域で、竜脚類は長い首を大きく左右に振ることで巨体を動かす事無く広大な面積の食料を独占する戦略をとっていたのではないかといわれている。下記の慣性恒温説と合わせ、竜脚類はその巨体に似合わず省エネ構造の動物で、長い首もその一環としての進化ではないかと考えられるようになった。

### 尾部
頸の長いディプロドクス等ではとみに顕著だが、頭部側と吊り橋構造のバランスを取る尾部も長大に発達する。
竜脚類は他の草食恐竜（鎧竜、剣竜、角竜など）が肉食恐竜からの自衛のために発達させたとみられる武装や装甲を持たなかったが、その巨体による威圧と、いざという時には長大な尾を振るって敵を打ちすえたのではないかとも考えられている。

## 生態

### 胃石
竜脚類の消化プロセスは、かつて胃石によるところが大きいと推測されてきた。しかし現在では諸々の証拠から、今なお一部の竜脚類が胃石を活用していた事実はあるものの、これまでの胃石偏重的な考え方は否定されつつある。ちなみに胃石自体は、数多くの獣脚類(タルボサウルスやシノルニトミムス)や角竜のプシッタコサウルスで確認されており、恐竜という種族において非常にポピュラーな物だったようだ。

### 恒温か変温か
恐竜の恒温説が有力になっている現在、竜脚類に関しては逆に変温説の巻き返しが見られる。
竜脚類ほどの巨大な種が恒温となると莫大な食料や巨大な心臓が必要となる等の問題点が多く、これらの問題がクリアできる変温説がにわかに見直されている。
特に注目を集めているのが慣性恒温説で、哺乳類のような体温調整機能がなくとも巨大な竜脚類の体温は下がりにくく、運動熱や腸内菌の発酵熱、日光等の熱を体内に蓄えるだけで体温をほぼ一定に保てたのではないかとされている。一方、恒温になると逆に熱を逃がす手段が問題となると考えられている。
変温動物であると、食料の面でもメリットが大きい。ある試算では、最大級の竜脚類でも象と同程度の食料で生活できたと言われている。
ただし、現生の陸生内温動物で、最も大きいアフリカゾウは大きいもので12トンに達し、古代では20トンに達する哺乳類のパラケラテリウムなどの中型の竜脚類に匹敵する例も確認されており、巨大な内温動物も決して存在不可能と言うわけではない。

## 下位分類
竜脚形亜目 Sauropodomorpha
- 竜脚下目 Sauropoda
  - ブルカノドン(Vulcanodon)
  - 真竜脚類 Eusauropoda
    - ジョバリア(Jobaria)
    - ケティオサウルス科(Cetiosauridae)
      - ケティオサウルス(Cetiosaurus)
      - シュノサウルス(Shunosaurus)

    - マメンチサウルス科(Mamenchisauride)
      - マメンチサウルス(Mamenchisaurus)
      - オメイサウルス(Omeisaurus)

    - 新竜脚類 Neosauropoda
      - ディプロドクス上科(Diplodocoidae)
        - ディプロドクス科(Diplosauridae)
          - ディプロドクス(セイスモサウルスを含む)(Diplodocus)
          - アパトサウルス(Apatosaurus)
          - ブロントサウルス("Brontosaurus")
          - スーパーサウルス(Supersaurus)

        - ディクラエオサウルス科(Dicraeosauridae)
          - ディクラエオサウルス(Dicraeosaurus)
          - アマルガサウルス(Amargasaurus)

      - マクロナリア(Macronaria)
        - カマラサウルス(Camarasaurus)
        - ティタノサウルス形類(Titanosauriformes)
          - ティタノサウルス上科(Titanosauroidae)
            - エウヘロプス(Euhelopus)
            - ブラキオサウルス(Brachiosaurus)
            - アビドサウルス(Abydosaurus)
            - ティタノサウルス科 Titanosauridae
              - ティタノサウルス Titanosaurus
              - アルゼンチノサウルス(Argentinosaurus)
              - アラモサウルス(Alamosaurus)
              - サルタサウルス(Saltasaurus)
              - ラペトサウルス(Rapetosaurus)
              - ネメグトサウルス(Nemegtosaurus)
              - マラウィサウルス(Malawisaurus)

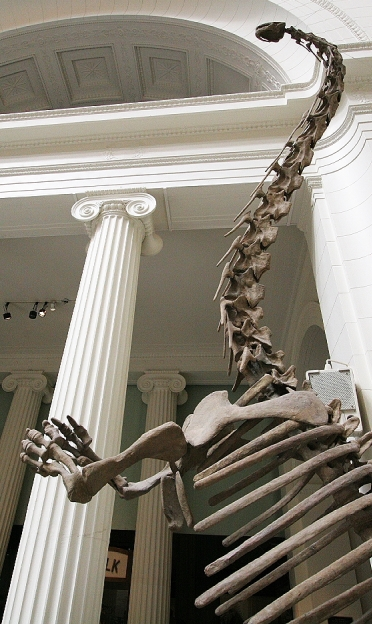
マメンチサウルス骨格。フィールド自然史博物館蔵。
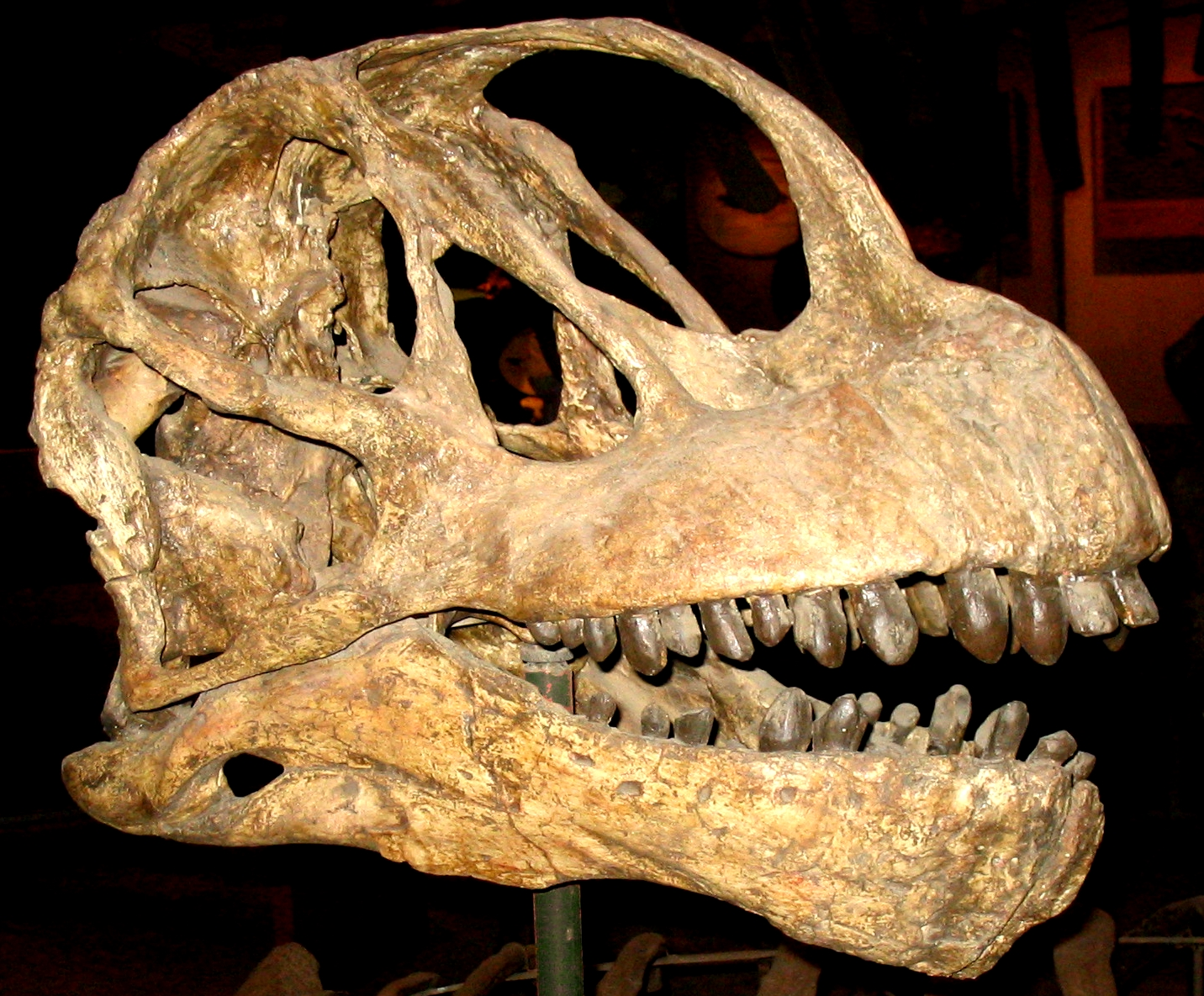
カマラサウルス頭骨。
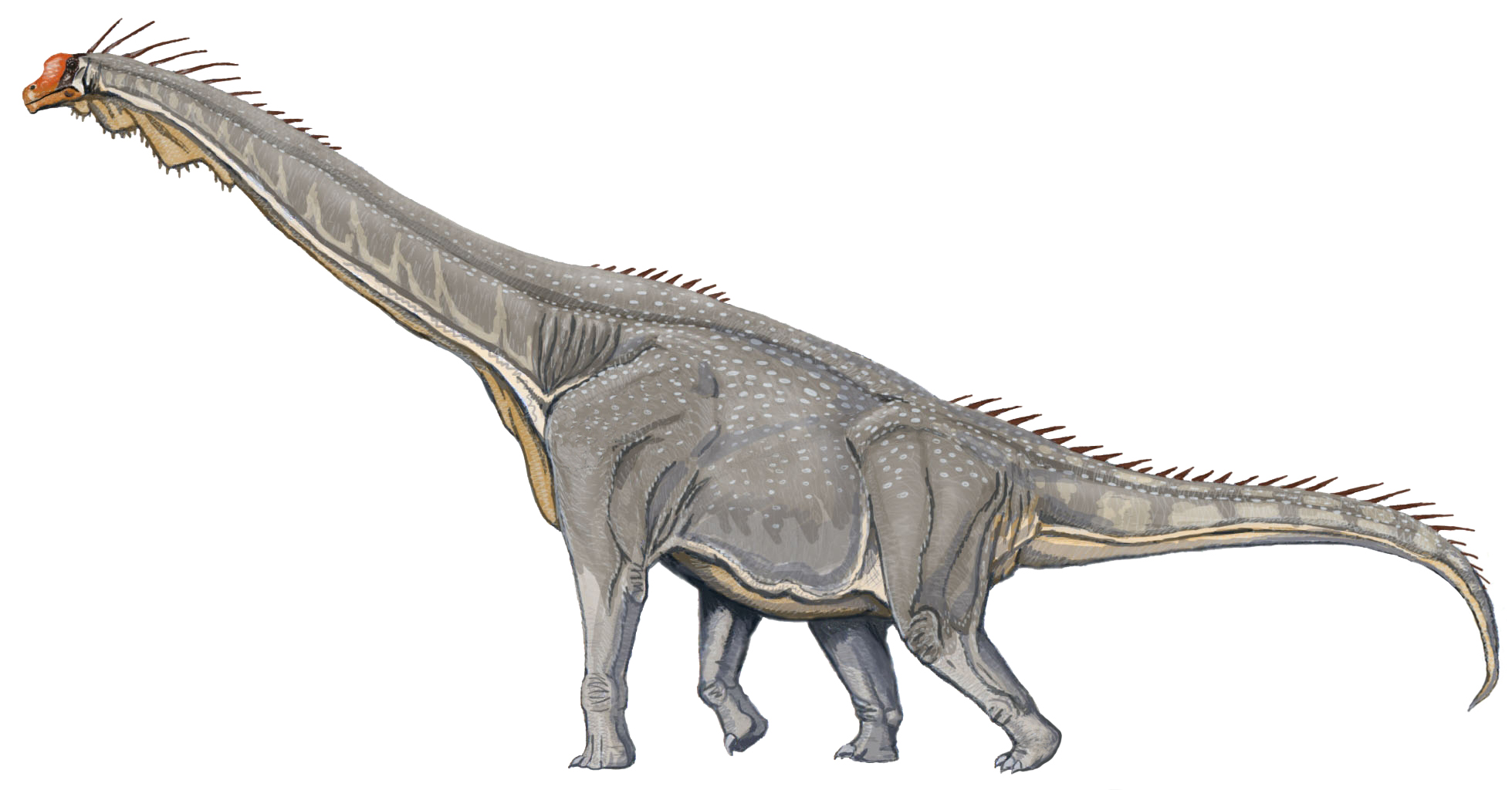
ブラキオサウルス想像図。
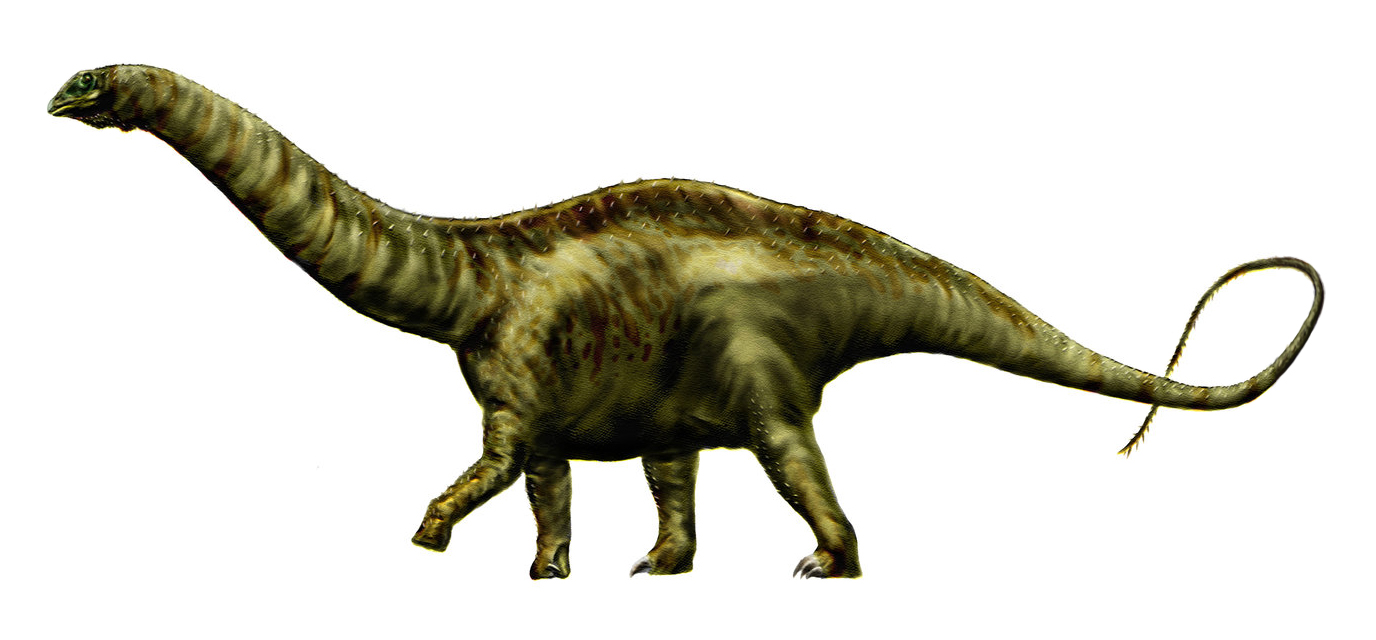
アパトサウルス想像図。